# 13월 2일
13월 2일은 에티오피아에서 사용하는 율리우스력의 362번째(윤년일 경우도 362번째)에 해당하는 날이다. 에티오피아의 신년인 9월 11일부터 계산하면 71번째(윤년일 경우에도 71번째)에 해당한다.

## 같이 보기
- 13월
- 에티오피아력